# Nico de Bree
Nico de Bree, né le 16 septembre 1944 à Utrecht, et mort le 6 mai 2016 à Vienne (Autriche), est un joueur de football néerlandais qui évoluait comme gardien de but. Il joue la majeure partie de sa carrière en Belgique, remportant notamment la Coupe des vainqueurs de coupe avec Anderlecht en 1978. Il met un terme à sa carrière en 1984, après avoir permis au DS'79 de revenir en Eredivisie.

## Carrière
Nico de Bree commence sa carrière auprès de l'USV Elinkwijk, un club habitué à faire l'ascenseur entre la première et la deuxième division néerlandaise. Il passe ensuite au NEC Nimègue, où il devient rapidement titulaire, permettant au club de remonter en Eredivisie, nom donné à la première division aux Pays-Bas. En 1972, il est transféré par le Racing White, un club bruxellois, qui devient l'année d'après le RWDM après une fusion avec le Daring de Molenbeek. En 1975, il remporte le titre de champion de Belgique, le premier de l'ère professionnelle (officielle) en Belgique, et le seul trophée dans l'Histoire du club.
Ses bonnes prestations au RWDM lui valent un transfert vers le grand club de la capitale, Anderlecht, en 1977. Nico de Bree y remplace son compatriote Jan Ruiter, parti... au RWDM. Dès sa première saison chez les mauves, il remporte la Coupe des vainqueurs de coupe. Le club finit deux fois vice-champion de Belgique en 1978 et 1979, et il est à chaque fois le gardien titulaire. Mais il doit faire face à la concurrence du jeune Jacky Munaron lors de la saison 1979-1980, durant laquelle il ne joue que 11 matches. Barré, il quitte alors le club et rejoint Winterslag, où il reste une saison avant de jouer pour le Beerschot. En 1982, il rentre aux Pays-Bas et signe au DS'79, le club de Dordrecht, où il remporte le titre en deuxième division en 1983. Le club termine dernier de l'Eredivisie en 1984, et Nico de Bree met un terme à sa carrière en fin de saison.

## Palmarès
- Vainqueur de la Coupe des vainqueurs de coupe en 1978 avec Anderlecht
- 1 fois champion de Belgique en 1975 avec le RWDM
- 1 fois champion des Pays-Bas de D2 en 1983 avec DS'79